# Wellbid
Wellbid.com – serviço de leilão a funcionar com base no sistema leilão de um centavo, espelhada na concepção do leilão por um dólar, pertencente à companhia Welmory Limited com sede no Chipre. O serviço está disponível no mundo inteiro. A página possui versões dedicadas para os países na Europa, América do Norte,  América do Sul,  Ásia e Austrália, que operam sobre um domínio comum wellbid.com. Os leilões no wellbid.com são similares aos do chamado all-pay auctions, sobre qual, foram escritos muitos artigos científicos.  

## Funcionamento
A página possibilita participar dos leilões virtuais, a seguir as regras inspiradas pelo conceito do leilão por um dólar. O funcionamento do serviço baseia-se na ideia entertainment shopping, que significa a conexão entre compras e divertimento.  A diversão no wellbid.com, está conectada à possibilidade de licitar produtos novos e de marca por um preço baixíssimo. O preço inicial sempre é igual a 0. A cada licitação, o preço do produto sobe 1 cêntimo/centavo, graças a isto é possível comprar o produto até mesmo 95% mais barato.

### Licitação
Para participar dos leilões, deve-se comprar as unidades de licitação, que no serviço são chamadas de BIDs. Estas unidades são vendidas na página do serviço, como pacotes de diferentes tamanhos e o valor de um BID diferencia-se dependendo do pacote escolhido.  Para cada leilão, o número de unidades requeridas para a realização de uma licitação é definida separadamente e pode ser por ex: 1, 3, 6, 9 BIDs. A licitação aumenta o preço do produto no leilão em um cêntimo.
O leilão termina, assim que o relógio ao contar o tempo em modo decrescente, e chegar ao zero. Cada licitação acima do preço actual, prolonga o tempo do leilão em média entre 10-60 segundos. O tempo de duração do leilão depende de quantas pessoas estão a licitar.

### Autobids
Além de licitar manualmente, os usuários podem configurar o chamado Autobid, uma ferramenta para a licitação automática da oferta atual. O usuário pode configurar quantos Autobids queira. Quando o usuário do leilão, configura o Autobid, este liga-se as licitações nos últimos segundos de duração do leilão, para manter a oferta do usuário como a mais alta. Se mais usuários configurarem seus Autobis, eles irão licitar cronologicamente, na mesma ordem em que foram configurados. No ano de 2014 juntamente ao Autobid, juntou-se o Smart Autobid, qual a configuração, também é adicionalmente paga. O Smart Autobid liga-se à licitação somente quando, no leilão resta somente um usuário. Sem o Smart Autobid, este leilão acabaria, e assim pode continuar, pois o Smart Autobid entrou em ação (um ou mais – tantos quantos foram configurados).

### Comprar Agora
A opção „Comprar Agora”  pode ser utilizada até 24 horas após o fim do leilão. Esta opção dá aos usuários a possibilidade de comprar o produto colocado em leilão sem precisar de licitação. Se o usuário que participou de um leilão, decidir comprar o produto pela ajuda do „Comprar Agora”, tem para sua escolha: a redução do preço do produto com relação ao valor gasto neste leilão dos chamados BIDs retornáveis (comprados nos pacotes mencionados anteriormente) ou a devolução destes BIDs.

## Cooperação
- Em 2013 o serviço foi o patrocinador oficial do evento Strongman Champions League.[9]
- Em 2014 o serviço sob a bandeira wellbid.com, foi o parceiro oficial da equipa portuguesa no Campeonato Mundial de Rali WRC[10]

## Prêmios, reconhecimentos e certificados
Em 2011 os símbolos za10groszy e wellbid foram registrados na Europa como Marca Comunitária pelo Instituto de Harmonização do Mercado Interno.
Em 2015 a marca registrada wellbid foi registrada pelo  Escritório de Patentes e Marcas dos Estados Unidos.